# ألونسو أورتيز
ألونسو أورتيز (بالإسبانية: Alonso Ortiz)‏ هو كنسي إسباني، ولد في 1455 في فياروبليدو في إسبانيا، وتوفي في 1503.